# Lacona
Lacona è una frazione del comune italiano di Capoliveri, nella provincia di Livorno, in Toscana.
Si tratta di una delle  località turistiche dell'isola d'Elba.

## Etimologia
Il toponimo Lacona deriva dal latino lacuna («laguna») in riferimento al vasto golfo dalle basse acque che contraddistingue la località, sino agli inizi del XX secolo caratterizzata dalla presenza di acquitrini.
Altre etimologie proposte in passato collegavano il nome della località ad un presunto toponimo etrusco Achuna o Acunna o al greco εἰκών (eikōn), nel senso di «edificio con immagine sacra».

## Storia
Frequentata sin dal Paleolitico medio e superiore, come dimostrano rinvenimenti di numerosi strumenti litici, l'area di Lacona conserva testimonianze dell'età tardoellenistica, come una sepoltura rinvenuta nel 1961 in località Caubbio e datata all'ultimo quarto del II secolo a.C.; il materiale di corredo funebre, oggi conservato presso il Museo archeologico di Portoferraio, comprendeva vasi a vernice nera e d'impasto, insieme ad una lucerna e ad un unguentario.

L'archeologo Giorgio Monaco, nel 1962, in località Valle dell'Inferno rinvenne i resti di un presunto insediamento protostorico «di età bronzo-ferro, ma di aspetto e ambiente litico attardato. Sono evidenti le cinte murarie difensive e l'impianto stradale dell'abitato, pur rimaneggiato successivamente. Si è trovato materiale di selce e ceramica dell'età bronzo-ferro.»
A Lacona si trova il piccolo Santuario della Madonna della Neve, nato come chiesa rurale durante il XII secolo.

## La leggendaria Meloa
Secondo una leggenda sviluppatasi agli inizi del XVIII secolo, presso Lacona si trovava un leggendario insediamento chiamato Meloa: «Fu edificato un piccolo castello nell'Aconia da una tal Mecia doppo l'incendio di Troia nell'anno doppo la Creazione del Mondo (…) e dicano questo essere uno dei confederati d'Enea, il quale pervenuto all'Elba, e riconosciuti alcuni di quei Albicensi che si ritrovorno in alla Guerra Troiana, si trattenne in quest'isola per qualche tempo. Vero è che detto castello fu distrutto e consumato non solo dalla lunghezza del tempo, ma da barbare nazioni; ritrovansi però qualche piccola reliquia dell'istesse muraglie benché ricoperte dalla terra per il corso delle acque.»

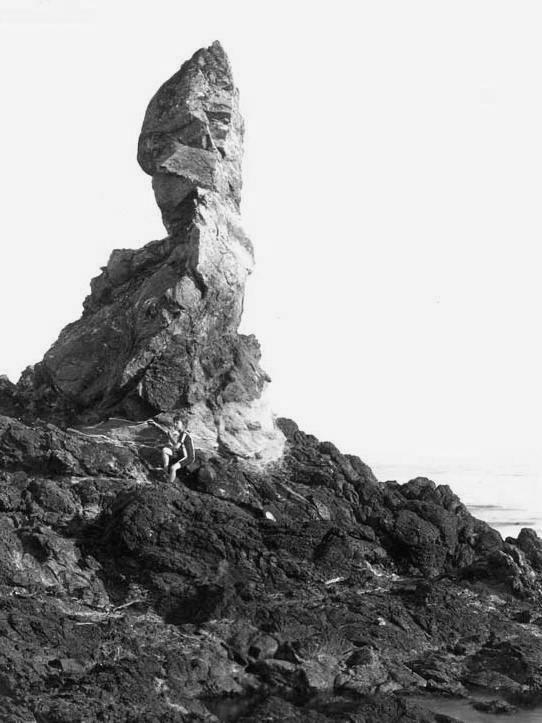
La formazione rocciosa dell'Omaccio all'estremità occidentale di Lacona, che fu abbattuta da una mareggiata intorno al 1935